# جيمس كينيدي (صحفي)
جيمس كينيدي (بالهولندية: James Kennedy)‏ هو كاتب العمود وصحفي ومؤرخ هولندي، ولد في 2 سبتمبر 1963 في أورانج سيتي في الولايات المتحدة.